# 行待体育场
行待體育場是一座位於越南首都河內的综合性體育場，其用途通常作为舉行足球比赛，可容纳22,500人。
行待体育场始建于1934年，最初是一所体育学院的体育场，看台只能容纳400人。1957年至1958年，行待体育场进行了一次扩建，这次扩建奠定了如今体育场的大致結構。在1990年代，体育场还进行了数次翻修。
行待体育场曾在2000年至2005年被命名为“河内体育场”（越南语：／），2005年恢复原名“行待体育场”。該體育場坐落于河内市中心，拥有22,500个座位。在河內美亭國家體育場建成投入使用以前，这座体育场一直是越南国家足球队男女足以及国奥队之主场的所在地。越南以及河内也经常在这里举办各项体育赛事与文化活动。1998年老虎杯的开幕式，其中的第二小组比赛，半决赛以及决赛皆在这里举行。2009年开始，有四支球队选择行待体育场作为主场所在地，包括：河内T&T、河内ACB、河内和发、體工。2017年，河内政府将体育场委托T&T集团运营。

## 举办赛事
- 1998年老虎杯
- 2003年东南亚运动会
- 2006年东南亚大学生运动会
- 2014年老虎杯